# 楚庄
楚庄（1928年4月—2015年12月3日），男，云南文山人，中华人民共和国政治人物。楚图南之子。

## 生平
楚庄于1947年自华北联合大学政治学院毕业，后任教于石家庄市联合中学。中华人民共和国成立后于1953年至1960年任教于石家庄市农工速成中学，曾任副校长。后在石家庄市图书馆任职，1978年出任石家庄教师进修学院副院长。1982年任石家庄市副市长，1985年起任中国民主促进会中央副主席、中央名誉副主席。他还是第六届全国人大代表，第七、八届全国人大常委，第九届全国政协常委。
2015年12月3日，楚庄因病在北京逝世，享年87岁。